# پیوتر نیکلایویچ کروپوتکین
پیوتر نیکلایویچ کروپوتکین (روسی: Пётр Никола́евич Кропо́ткин؛ ۱۱ نوامبر ۱۹۱۰ – ۱۷ ژانویهٔ ۱۹۹۶) زمین‌شناس اهل امپراتوری روسیه و از اعضای تمام‌وقت فرهنگستان علوم روسیه بود.